# George Forbes (politico)
George William Forbes (Lyttelton, 13 maggio 1869 – Wellington, 17 maggio 1947) è stato un politico neozelandese, Primo ministro dal 1930 al 1935.
Fu eletto deputato al parlamento neozelandese per la prima volta nel 1908. Nel 1925 fondò il Partito Nazionale della Nuova Zelanda.
Nel 1936, dopo essere stato sconfitto alle elezioni, fu per qualche mese a capo dell'opposizione.